# N-메틸아닐린
N-메틸아닐린은 유기 화합물의 하나이다.